# Will Cassel
|  | Dieser Artikel wurde auf der Qualitätssicherungsseite des Projekts Bildende Kunst eingetragen. Die Mitarbeiter der QS-Bildende Kunst arbeiten daran, die Qualität der Artikel aus dem Themengebiet Kunst auf ein besseres Niveau zu bringen. Bitte hilf mit, die Mängel dieses Artikels zu beheben und beteilige Dich an der Diskussion. |

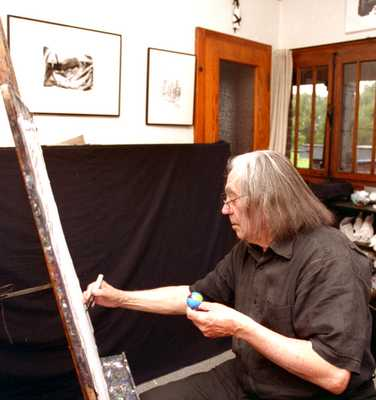
Will Cassel in seinem Atelier

Will Cassel (eigentlich Wilhelm Georg Cassel; * 25. August 1927 in Dortmund; † 30. Dezember 2023) war ein deutscher Maler, Zeichner und Performance-Künstler sowie Dozent für Kunst- und Kulturerziehung.

## Leben

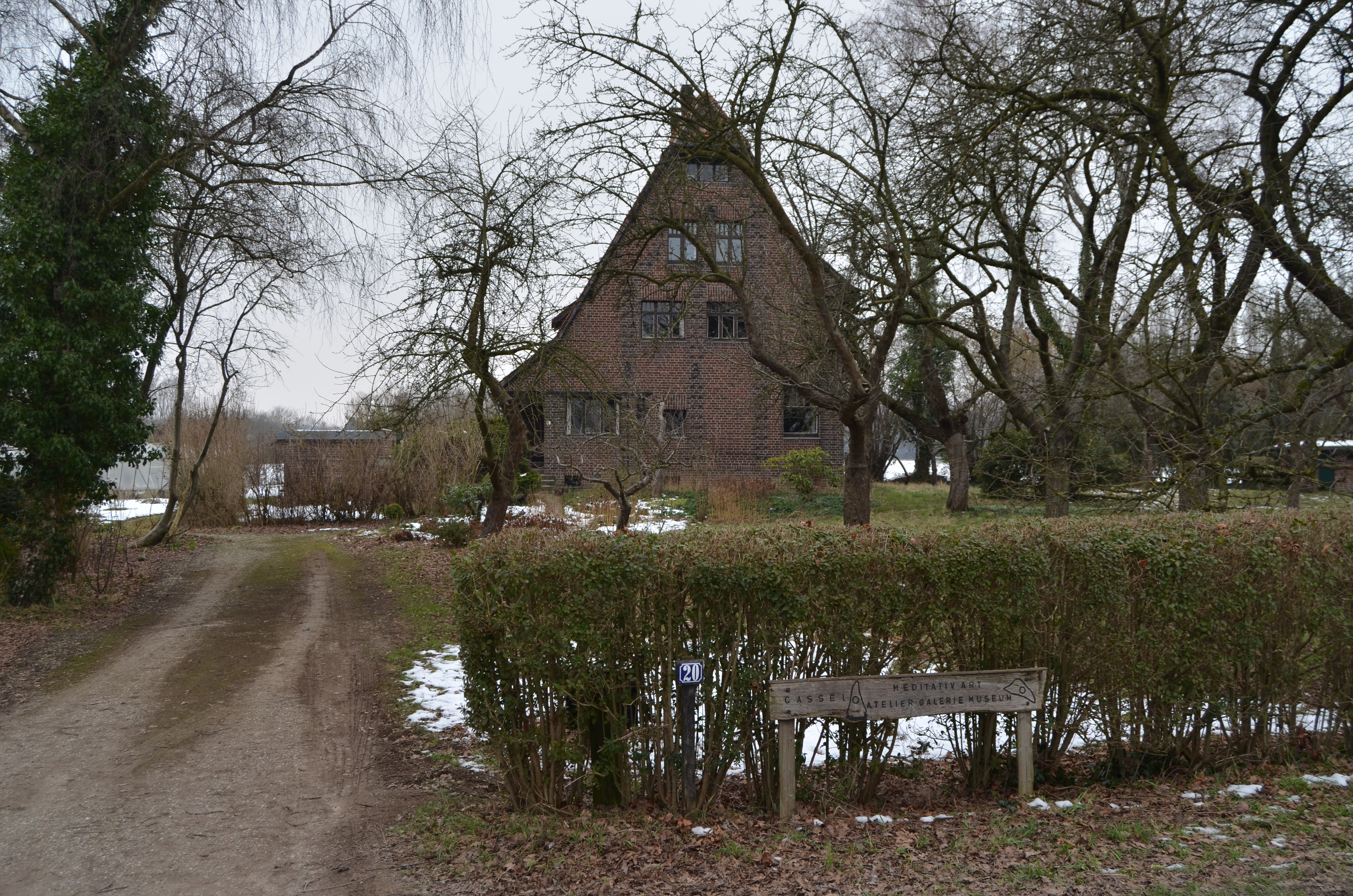
Cassels Atelier mit Galerie und Cassel-Museum in Krefeld-Traar

Cassel lebte von 1934 bis zu seinem Tod in Krefeld. Dort besuchte er von 1943 bis 1948 die Werkkunstschule. Von 1952 bis 1953 unternahm er eine Studienreise nach Italien, wo er auch an der Kunstakademie Venedig studierte. Weitere Studien absolvierte er an der Schule für Textile Künste in Krefeld, wo er dann von 1966 bis 1972 als Dozent lehrte. Von 1972 bis 1980 war er Dozent an der Gesamthochschule Dortmund und der Gesamthochschule Essen.
Cassels Werke wurden national und international ausgestellt, unter anderem in New York, Finnland, Japan und Jerusalem. Seine erste Einzelausstellung hatte er 1958 in Krefeld. Bekannt wurde er insbesondere durch seine Gips-Gartenzwerge, die er in den 1960er Jahren als „Abstraktion für das Sein“ auch in politischen Aktionen auf öffentlichen Plätzen in verschiedenen deutschen Städten einsetzte, um damit zum Beispiel auf Umweltzerstörung und weltweite Machtpolitik aufmerksam zu machen. So demonstrierte er in Düsseldorf gegen die Atomkraft, aber auch vor der UNO in New York gegen Menschenrechtsverletzungen und vor dem Weißen Haus in Washington gegen den Vietnamkrieg.
Sein Atelier hatte er am Kuhdyk in Krefeld, wo er ab 1972 seine Werke in seiner „Meditativ Art Galerie“ ausstellte. Im Obergeschoss des Hauses eröffnete er 1997 das „Cassel Museum“.
Cassel erhielt mehrere Auszeichnungen, so zum Beispiel 2011 das Stadtsiegel der Stadt Krefeld für seine langjährigen Verdienste als Krefelder Maler, Zeichner und Projekt-Performance-Künstler.
Mit seiner Frau Sigrun hatte Cassel zwei Töchter und zwei Söhne. Er starb am 30. Dezember 2023 im Alter von 96 Jahren. Krefelds Oberbürgermeister Frank Meyer würdigte ihn als „einen der größten Künstler unserer Stadt und ein Krefelder Original, das hier von sehr vielen Menschen gekannt und geschätzt wurde.“ Seinen Nachlass übergab Cassel bereits im Jahr 2017 dem Stadtarchiv Krefeld.

## Werk
Cassel war in den 1960er Jahren einer der ersten Vertreter der Kunstbewegung Fluxus. Neben der Zeichnung in Bleistift und Tusche malte er in Öl-Acryl-Aquarell Bilder und Enkaustik-Tuch-Bilder. Die stark farbigen Enkaustik-Bilder waren eine Weiterentwicklung seiner ersten Tuch-Bilder von 1972, die mit Filzstift oder flüssiger Textilfarbe gemalt wurden. Ab 1974 arbeitete er mit Enkaustik-Malerei. Vor der farbigen Gestaltung des Bildes zeichnete, schrieb und stempelte Cassel die Komposition auf weiße Baumwollgewebe mit lichtechter Tusche. Malerei und Texte (Lyrik) waren ihm schon immer gleich wichtig. Seine Bilder und Objekte sind Welt-Theater. Fast immer haben die Bilder versteckte Gesellschaftskritik. Neben fantasievollen Szenen finden sich Motive aus der Natur und immer wieder Darstellungen von Micky Maus, Erdkugeln, Krähen, Federn und Spielzeug/Blechspielzeug zum Aufziehen aus seiner großen Sammlung auf seinem Atelier-Tisch.

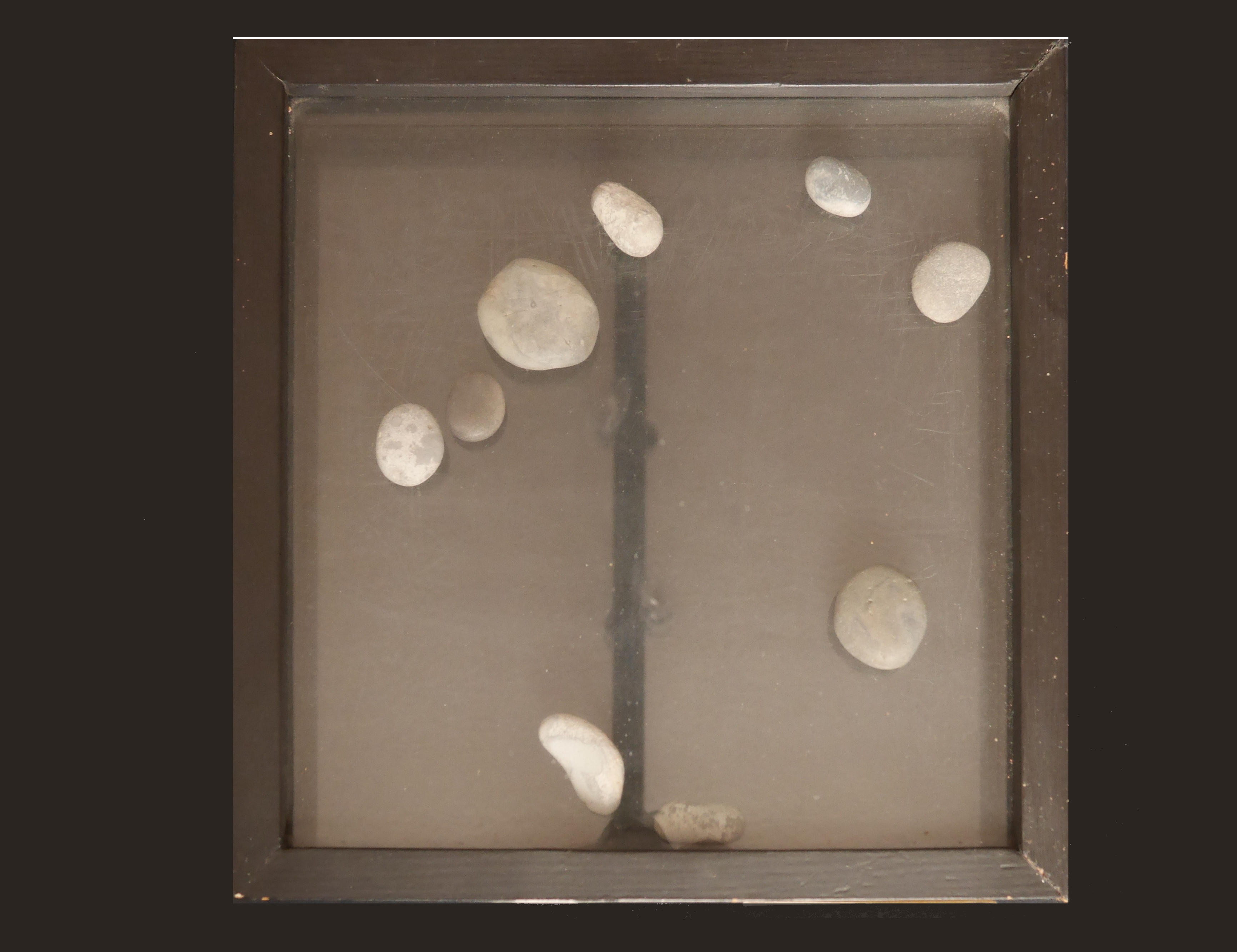
Steinkasten
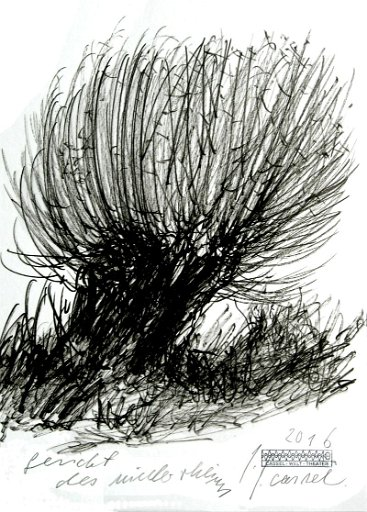
Gesicht des Niederrheins, Tusche 2016
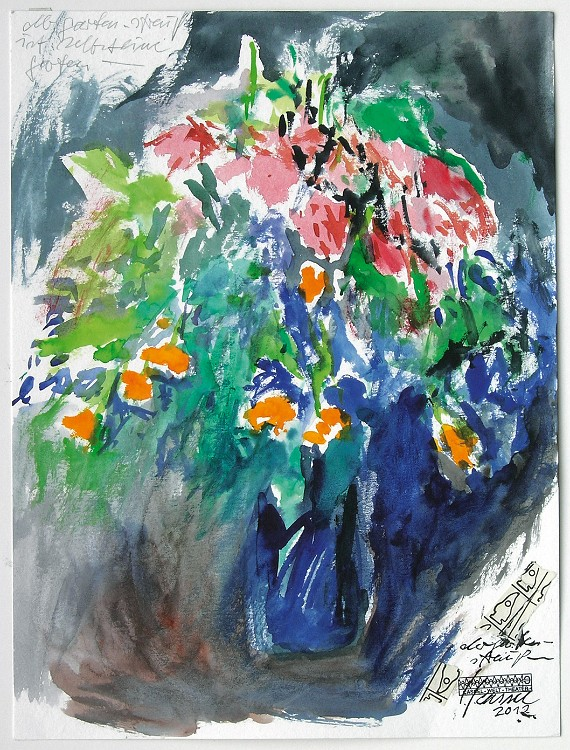
Gartenstrauß, Aquarell 2012
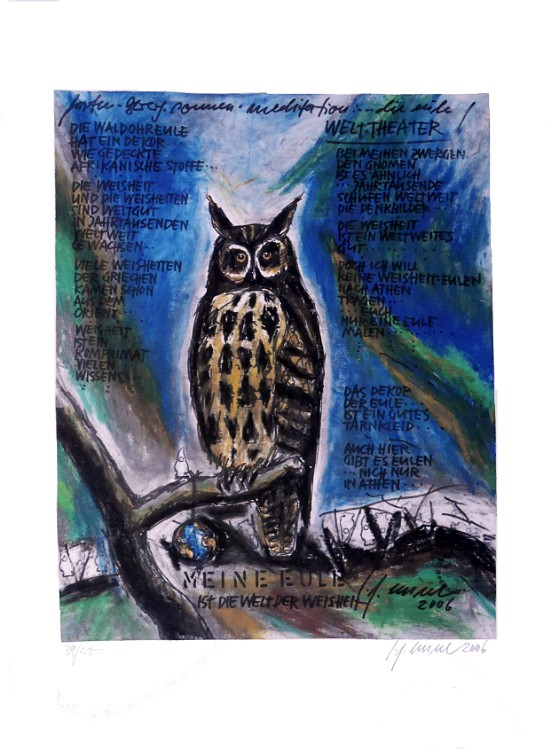
Meine Eule, Enkaustik 2006
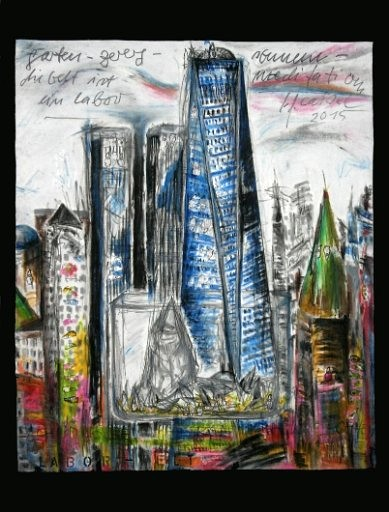
Welt Labor, Enkaustik 2015

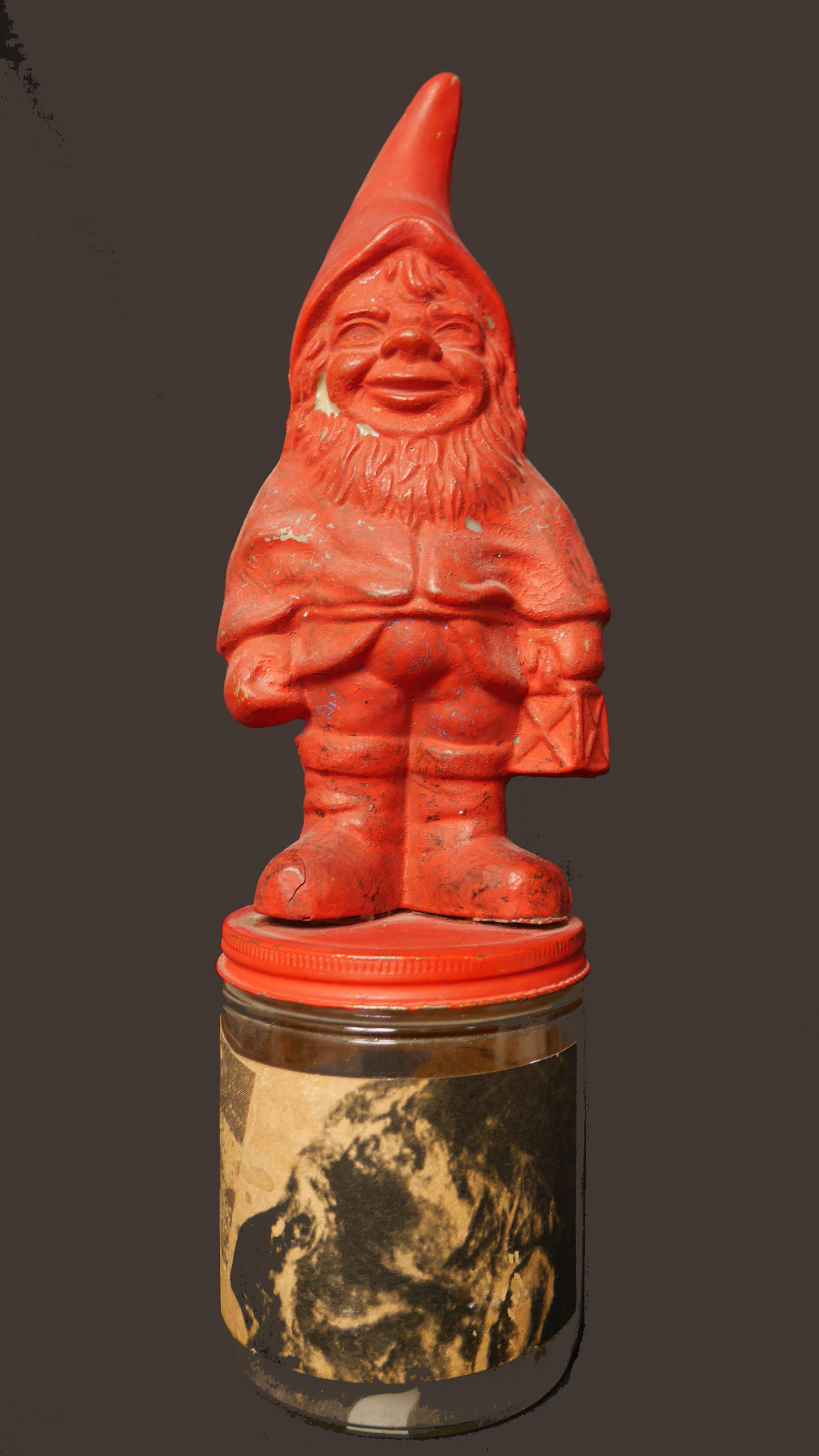
Roter Gartenzwerg

Bekannt wurde Cassel auch durch die Figur des Zwerges, die er 1967 in seine künstlerische Arbeit aufnahm. Die Zwerge stellten für ihn eine Abstraktion für „Alles Sein“ (wie z. B. Sterne, Menschen, Blätter, Steine) dar. Der erste aus Kunststoff bestehende Zwerg, den er rot anmalte, symbolisierte ein „Kampfobjekt“ gegen Bürgerbevormundung für ein freies, „individuelles Mensch-Sein“. Später entstanden in weißen Gips gegossene Vervielfältigungen dieses Zwerges. Er schuf mit den Zwergen in verschiedenen gestalterischen Variationen zahlreiche Objekte und Installationen und verwendete sie in den 1970er Jahren in seinen Aktionen und Performances gegen Umweltzerstörung, politische Fehlentwicklungen und Kriege.

## Preise und Auszeichnungen
- 1962: Kunstpreis der Stadt Krefeld[2] (Kunstpreis des Niederrheins)
- 1962: Plakette Carl Reichsfreiherr vom Stein[9]
- 1977: Internationaler Kunstpreis Prix Joan Miró, Barcelona[2]
- 2011: Krefelder Stadtsiegel[1][4]

## Werke in öffentlichen Sammlungen (Auswahl)
- Kaiser-Wilhelm-Museum, Krefeld: Raumkonstruktion, Tusche auf Papier (1958); Bewegung, Tusche auf Papier (1959)
- Sammlung Siegfried Cremer, Museum am Ostwall, Dortmund:
  - ohne Titel, Tuschezeichnung, Abdruck eines Tuches (1960)
  - 1/9 weisse kreis-flächen, 10 weiße kreisförmige Papierflächen in Pappschuber (1961)
  - keimende frucht, Öl auf Leinwand (1963)
  - Konkrete bewegte Kreiskonstellationen, vier auf Schienen verschiebbare Glasplatten (1963)
- Städtisches Museum Abteiberg Mönchengladbach:[10] Enträumlichte Komposition, Spritztechnik (1963)
- Fundació Joan Miró, Barcelona: Makabres Welttheater, Meditations Tuchbild (1977)
- Museum für Post und Kommunikation Berlin: Mal rauf … mal runter …, Zeichnung mit Collage (1997)

## Ausstellungen (Auswahl)

### Einzelausstellungen
- 1959, 1964: Städtisches Museum Abteiberg, Mönchengladbach[11]
- 1960,[8] 1970,[12] 1988: Kaiser-Wilhelm-Museum Krefeld
- 1966: Türkisch-deutsches Kulturzentrum, Istanbul[13]
- 1973: Rotterdamer Kunststiftung, Lijbaancentrum, Niederlande
- 1978–1979: Galleria d’arte moderna di Bologna
- 1978: Galerie Dr. Luise Krohn, Badenweiler
- 1979–1980: Galerie Gmyrek, Düsseldorf
- 1986: Galerie Elephas, Friedberg
- 1986–1991: Galerie Peschken, Krefeld
- 1989: Bergisches Museum Schloss Burg an der Wupper
- 1989, 1991: Gallery Alena Adlung, New York
- 1991: Burg-Galerie Burg Beeskow, Beeskow[14]
- 1992: Galerie Mirabell, Salzburg
- ab 1979: jährliche Cassel-Ausstellungen im Seidenweberhaus,[15] Krefeld
- 2007: Kunst und Krefeld e.V. zu seinem 80. Geburtstag, Krefeld[16]
- 2008: Haus der Seidenkultur,[17] Krefeld

### Gruppenausstellungen
- 1958: Kunstkring, Venlo[18]
- 1958: Museum Haus Lange, Krefeld
- 1965: Staatsgalerie Stuttgart[19]
- 1965: Städtisches Museum Abteiberg Mönchengladbach
- 1965: Badischer Kunstverein, Karlsruhe[19]
- 1968–1985: Beteiligung an der internationalen Ausstellung Premi International Dibuix Joan Miró, Barcelona[20]
- 1969: Staatsgalerie Stuttgart[19]
- ab 1972: Beteiligung an internationalen Kunstmärkten und Kunstmessen
- 1972, 1977, 1982: Documenta[21], Kassel (Beiprogramm)
- 1977: Berlin-Pavillon, Berlin (auch 1978)
- 1977: 25. Jahresausstellung – Deutscher Künstlerbund e.V., Frankfurt am Main
- 1978, 1980: Biennale Warschau[22]
- 1979, 1983: Biennale Lahti, Finnland[23]
- 1979: Art Basel, Internationale Kunstmesse Basel[24]
- 1979: Biennale São Paulo, Brasilien
- 1980: International Exhibition of Contemporary Art, New York
- 1983: Europarat, Straßburg
- 1984: Exhibition International Artists, Okinawa, Japan[25]
- 1985: The Museum of Modern Art, International Triennial, Toyama, Japan[26]
- 1986: Europäische Ausstellung des politischen Plakats, Mons, Belgien[27]
- ab 1987: Montague Art Galleries, Art 54 – Soho, New York
- 1989: Internationale Buchkunst-Ausstellung (IBA), Leipzig
- 1989: Israel-Museum, Jerusalem
- 1990: Self-image, Israel-Museum, Jerusalem
- 1995: Internationale Poster ’95, Postermuseum Lahti, Finnland[28]
- 1999: Public Gallery Raststatt
- 2015–2016: Show & Tell, Grafik aus den Kunstmuseen Krefeld, Krefeld
- seit 2023: Sammlung in Bewegung. 15 Räume 15 Geschichten. Kaiser-Wilhelm-Museum, Krefeld[29]